# Resolução 200 do Conselho de Segurança das Nações Unidas

Localização de Gâmbia

A Resolução 200 do Conselho de Segurança das Nações Unidas foi aprovada em 30 de outubro de 1964, após análise do pedido da República da Gâmbia para ser membro da Organização das Nações Unidas. O Conselho recomendou à Assembleia Geral a admissão da Gâmbia.
Foi aprovada por unanimidade.